# Asian Open 1994
Asian Open 1994 — тенісний турнір, що відбувся на закритих кортах з килимовим покриттям Amagasaki Memorial Sports Centre в Осаці (Японія). Належав до турнірів 3-ї категорії в рамках Туру WTA 1994. Тривав з 8 лютого до 13 лютого 1994 року.

## Фінальна частина

### Одиночний розряд, жінки
Мануела Малєєва-Франьєре —  Іва Майолі 6–1, 4–6, 7–5
- Для Малєєвої-Франьєре це був єдиний титул за сезон і 24-й — за кар'єру.

### Парний розряд, жінки
Лариса Нейланд /  Ренне Стаббс —  Пем Шрайвер /  Елізабет Смайлі 6–4, 6–7, 7–5
- Для Нейланд це був 2-й титул за сезон і 47-й — за кар'єру. Для Стаббс це був 1-й титул за рік і 7-й — за кар'єру.